# Lars Pape
Lars Pape (* 3. Februar 1971 in Düsseldorf) ist ein deutscher Schauspieler und Filmregisseur.

## Leben
Pape absolvierte von 1993 bis 1997 ein Schauspielstudium an der Freiburger Schauspielschule mit anschließendem Engagement am Zimmertheater Tübingen.
Seit 1992 ist er in zahlreichen Fernsehrollen u. a. in SOKO 5113, Die Abzocker – Das sind ihre Tricks!, Die Wache, Stadtindianer, Tatort, Ein Fall für zwei, Küstenwache, Dr. Sommerfeld – Neues vom Bülowbogen und Medicopter 117 – Jedes Leben zählt zu sehen. Zudem spielte Pape eine Hauptrolle in der Serie Sterne des Südens und eine durchgehende Rolle in Balko. Seit 2020 ist er als Michi Bode („Michiman“) in der RTL-Serie Gute Zeiten, schlechte Zeiten zu sehen.
Kinoerfahrung sammelte er u. a. an der Seite von Franka Potente im Spielfilm Coming in von Thomas Bahmann und an der Seite von Andreas Schmidt in dem Roadmovie Auf und davon von Dirk Grau.
Als Autor und Filmregisseur realisierte Lars Pape 2004 den 45-minütigen Dokumentarfilm A.L.S. – Die grausame Unbekannte und 2006, zusammen mit seinem Bruder Axel Pape, den 85-minütigen Dokumentarfilm/Kino Warum halb vier? über die Faszination des Fußballs mit Joachim Król, Rudi Assauer, Reiner Calmund, Rudi Völler, Fredi Bobic, Thomas Hitzlsperger und den Fans von Fortuna Düsseldorf.
Seit 2011 führt Pape gemeinsam mit Holger Schürmann die Filmproduktion PS Film (Pape & Schürmann Kommunikation GmbH) mit Sitz in Berlin-Tegel. Beide realisierten 2013 zusammen den Dokumentarfilm Fortunas Legenden, der 2014 mit dem Publikumspreis beim internationalen Fußballfilmfestival 11 mm ausgezeichnet wurde. 2016 folgten die Dokumentarfilme Alle lieben Schmidt und 2020 Und ob ich tanze.
Lars Pape gehört seit Juni 2022 zum Hauptcast der Fernsehserie "Gute Zeiten, schlechte Zeiten".

## Filmografie (Auswahl)
- 1993: Stadtklinik (Fernsehserie, zwei Folgen)
- 1992–1999: Die Wache (Fernsehserie, drei Folgen)
- 1995 Sterne des Südens (Fernsehserie | Hauptrolle)
- 1996: SOKO München (Fernsehserie, Folge Ein interessanter Typ)
- 1996: SK-Babies (Fernsehserie, Folge Kameradenschweine)
- 1997: Für alle Fälle Stefanie (Fernsehserie, Folge Vatersuche)
- 1997: Tatort: Nahkampf
- 1997: Coming In
- 1999: Medicopter 117 – Jedes Leben zählt (Fernsehserie, Folge Blinder Alarm)
- 1999: Ein Fall für zwei (Fernsehserie, Folge Abgebrüht)
- 1999–2003: Balko
- 2001: Dr. Sommerfeld – Neues vom Bülowbogen (Fernsehserie, Folge Ein Dream-Team)
- 2001: Küstenwache (Fernsehserie, Folge Mörderische Konkurrenz)
- 2002: Ein starkes Team: Träume und Lügen
- 2002: Die Strandclique (Fernsehserie, zwei Folgen)
- 2003: Im Namen des Gesetzes (Fernsehserie, Folge Dunkles Erbe)
- 2003: SOKO Köln (Fernsehserie, Folge Elf Freunde sollt ihr sein)
- 2004: Die Camper (Fernsehserie, Folge Der Fahnder)
- 2004: SOKO Wismar (Fernsehserie, Folge Geisterschiff)
- 2007: Ein Fall für zwei (Fernsehserie, Folge Außer Kontrolle)
- 2008: Im Namen des Gesetzes (Fernsehserie, Folge Dunkle Ahnung)
- 2009: Notruf Hafenkante (Fernsehserie, Folge Heißer Abriss)
- 2010: Inga Lindström – Schatten der Vergangenheit
- 2012: Klinik am Alex (Fernsehserie, Folge Auf Leben und Tod)
- 2012: SOKO Wismar (Fernsehserie, Folge Tot im Beton)
- 2013: Inga Lindström – Herz aus Eis
- 2014: Neben der Spur – Adrenalin
- 2017: SOKO Wismar (Fernsehserie, Folge Die kleine Elster)
- 2017: Der Kommissar und das Kind (Fernsehfilm)
- 2019: Heldt (Fernsehserie, Folge Allein in Bochum)
- seit 2020: Gute Zeiten, schlechte Zeiten (Fernsehserie)
- 2021: Polizeiruf 110: Monstermutter[6]
- 2021: Familie Bundschuh – Woanders ist es auch nicht ruhiger
- 2021: Die Heiland – Wir sind Anwalt (Fernsehserie, Folge 48 Stunden)
- 2022: In aller Freundschaft (Fernsehserie, Folge Widerstände)
- 2023: Der Greif (Fernsehserie)
- 2023: Familie Bundschuh – Bundschuh vs. Bundschuh
- 2024: Blutige Anfänger (Fernsehserie, Folge Wasserleichen lügen nicht)